# Narek Abgarjan
Narek Abgarjan (armenisch Նարեկ Աբգարյան, englisch Narek Abgaryan, russisch Нарек Абгарян; * 6. Januar 1992 in Wagharschapat, Armenien) ist ein armenischer Profiboxer im Bantamgewicht. Als Amateur nahm er im Fliegengewicht an den Olympischen Spielen 2016 teil.

## Amateurkarriere
Narek Abgarjan begann im Alter von sieben Jahren mit dem Boxsport und wurde unter anderem von Karen Aghamaljan und Dawit Torosjan trainiert. Sein Vater, sein älterer Bruder und sein Onkel waren ebenfalls Boxer.
Er gewann jeweils Bronze bei den Junioren-Europameisterschaften 2008 und den U22-Europameisterschaften 2012.
Im April 2016 erreichte er mit Siegen gegen Maciej Jóźwik, Vincenzo Picardi und Brendan Irvine das Finale der europäischen Qualifikation in Samsun und hatte sich damit für die Olympischen Sommerspiele 2016 in Rio de Janeiro qualifiziert. Dort erreichte er gegen Ronald Serugo das Achtelfinale, wo er gegen Hu Jianguan ausschied.
Des Weiteren war er Teilnehmer der EM 2011, EM 2013, WM 2013, der Europaspiele 2015 und der EM 2017.
Darüber hinaus wurde er mehrfach Armenischer Meister, zuletzt 2014 und 2015.

## Profikarriere
Narek Abgarjan steht beim russischen Promoter Punch Boxing Promotions unter Vertrag und trainiert im Corner Boxing Gym von Moskau. Seine Trainer sind unter anderem Dawit Torosjan und Freddie Roach. Sein Debüt gewann er am 8. Oktober 2016 in Moskau. Im Dezember 2020 verlor er nach Punkten gegen den Mexikaner Eduardo Baez.